# Teufelstein (Wienerwald)

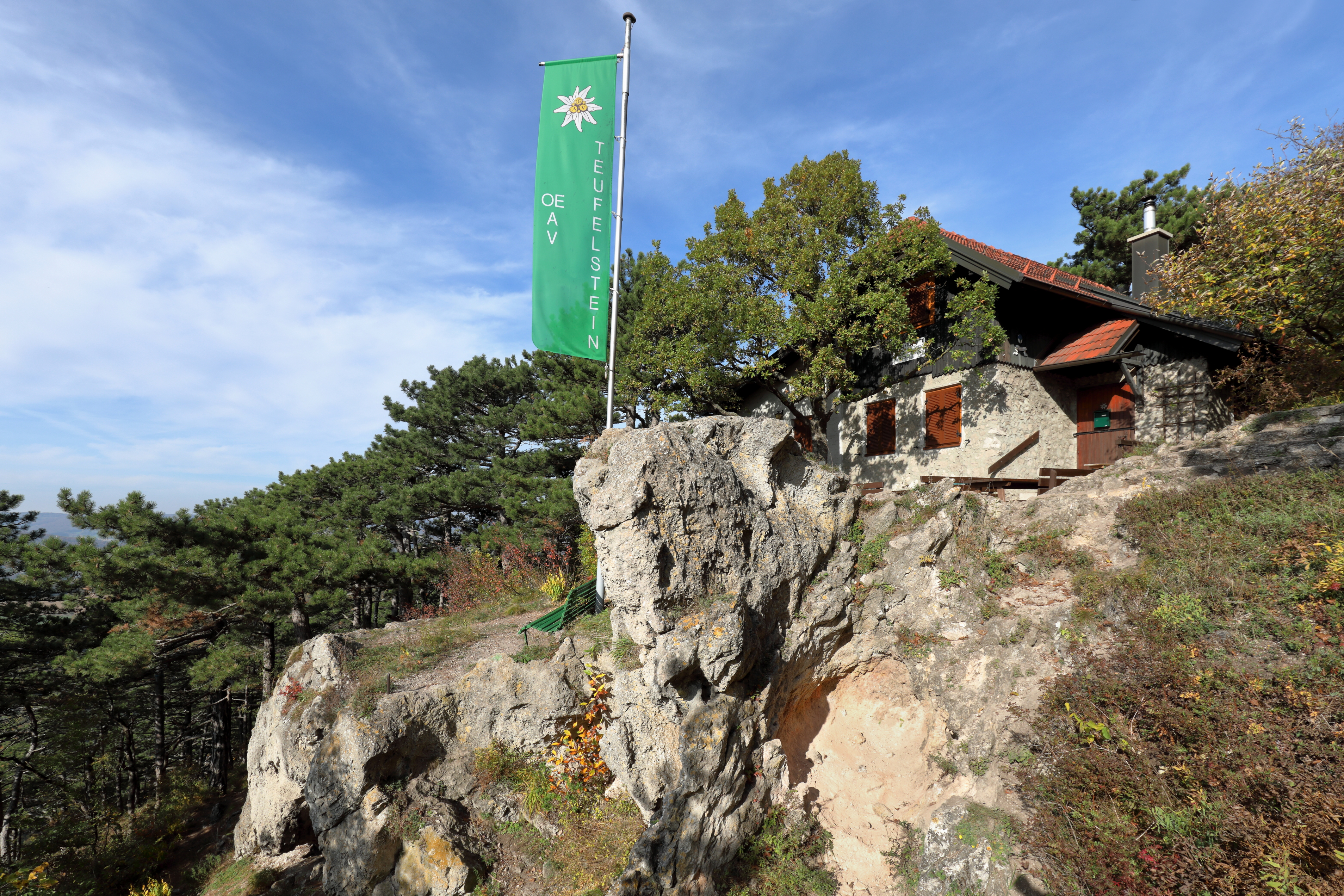
Felsen des Teufelsteins vor der Teufelsteinhütte

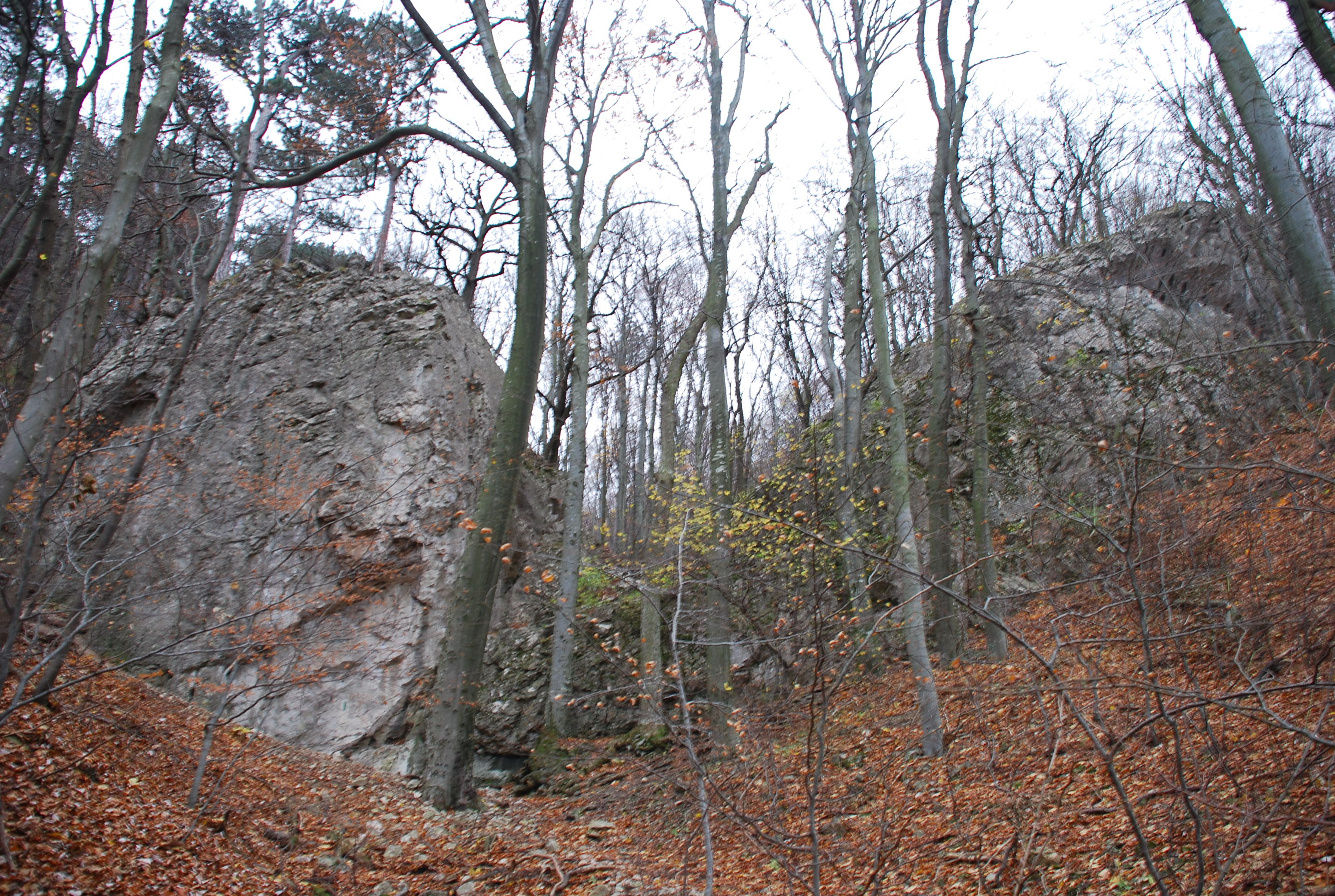
Der Teufelstein: Vom Teufel gespalten

Teufelstein ist ein Gebiet im Wienerwald. Es handelt sich um den Teufelstein-Berg und seine Umgebung. Benannt ist der Raum nach den Teufelstein-Felsen, einer auffällig geformten Gesteinsformation. Das Gebiet steht als Naturschutzgebiet Teufelstein-Fischerwiesen unter Schutz.

## Geografie

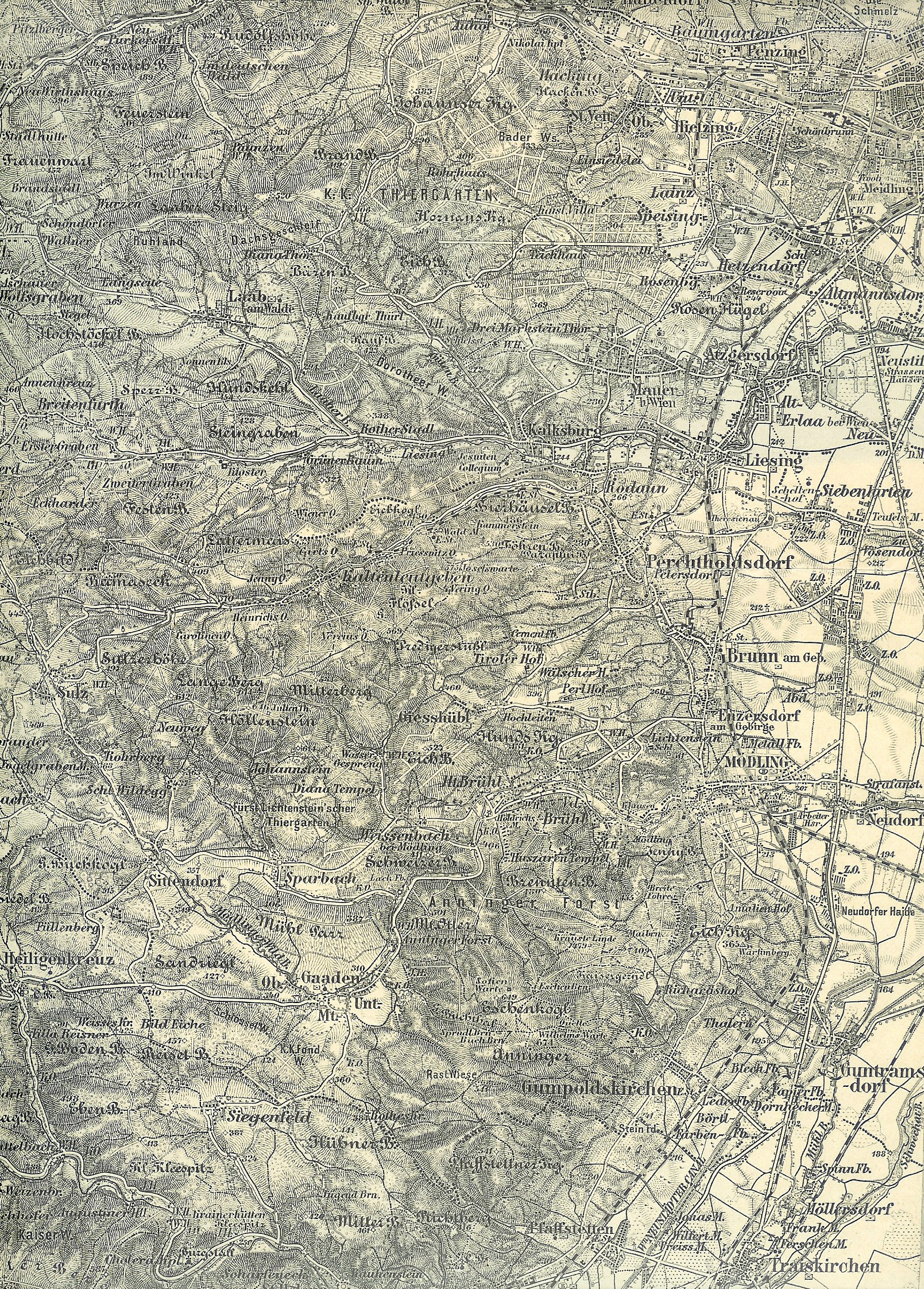
Südlicher Wienerwald um 1900. Bildmitte: Das Tal von Kaltenleutgeben, Perchtoldsdorf und die Föhrenberge

### Allgemein
Das Gebiet liegt in Niederösterreich im südlichen Wienerwald in der Marktgemeinde Perchtoldsdorf. Es befindet sich südlich des Tals von Kaltenleutgeben am westlichen Ende des Gebietsstreifens aus dem Ortsteil Rodaun des 23. Wiener Gemeindebezirks Liesing.
Die Gegend um den Teufelstein bildet den Westen des Perchtoldsdorfer Gemeindegebiets an der Grenze zu Kaltenleutgeben und an der südwestlichen Grenze der Stadt Wien.
Die Gemeinde Perchtoldsdorf ist auch zum Größten Teil Eigentümerin der Grundstücke des Gebietes.
Im Norden liegt das Tal der Dürren Liesing (Kaltenleutgebener Tal), im Osten grenzt das Gebiet an den Parapluieberg.
Im Süden liegt der Kamm des Höllenstein-Bergzuges mit der Kammersteiner Hütte und der Josefswarte auf dem Hinteren Föhrenberg. Im Westen setzt sich dieser Gebirgszug Richtung Gießhübl und Sulz im Wienerwald fort.
Der Bereich um den Teufelstein gehört zum Naherholungsgebiet von Wien. Er wird häufig von Wanderern und Radfahrern aufgesucht.
Die Priessnitz-Quelle im Norden des Teufelsteins, die auf älteren Landkarten verzeichnet ist, ist gefasst und nicht zugänglich. Sie ist nach Vincenz Prießnitz benannt, der kaltes Wasser und kalte Kompressen (Kaltwasserkuren) gegen Krankheitserscheinungen angewendet hatte. Ab 1836 waren in Kaltenleutgeben Kaltwasserheilanstalten gegründet worden (z. B. jene von Wilhelm Winternitz), die teilweise bis in die erste Hälfte des 20. Jahrhunderts bestanden.

### Flora und Fauna

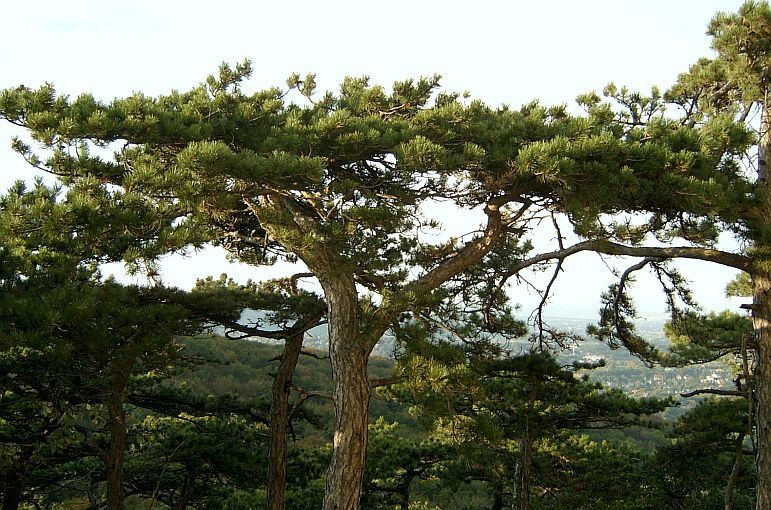
Parapluie-Föhre im Wienerwald

Das Gebiet ist fast vollständig bewaldet. Die Vegetation besteht hauptsächlich aus Rotbuchen, Schwarzkiefern, Eichen- und Ahornbeständen. Waldfreie Bereiche befinden sich rund um den ehemaligen Steinbruch Fischerwiesen im Norden des Teufelstein-Berges. Im Naturschutzgebiet erfolgt keine forstliche Nutzung der Wälder.
Im Wald leben vereinzelt größere Wildtiere wie Rehe, Hasen und Wildschweine. An kleineren Tieren können Eichhörnchen beobachtet werden.
Nach längeren Regenfällen finden sich auf den Wegen verschiedene Arten von Schnecken, z. B. Weinbergschnecken oder Große Wegschnecken.
Feuersalamander und Frösche leben an feuchten Stellen (besonders in der Nähe des Buch-Bründls und des daneben liegenden kleinen Teichs).
Nach längeren Trockenperioden sind Blindschleichen und harmlose Schlangenarten wie Ringelnattern und Äskulapnattern zu beobachten.

### Klima
Das Klima am Teufelstein ist jenes des Wienerwaldes. Die steilen Hänge sind wasserlos, Quellen und kleine Gerinne liegen in den Tälern ringsum.

## Zugangswege

### Forststraße

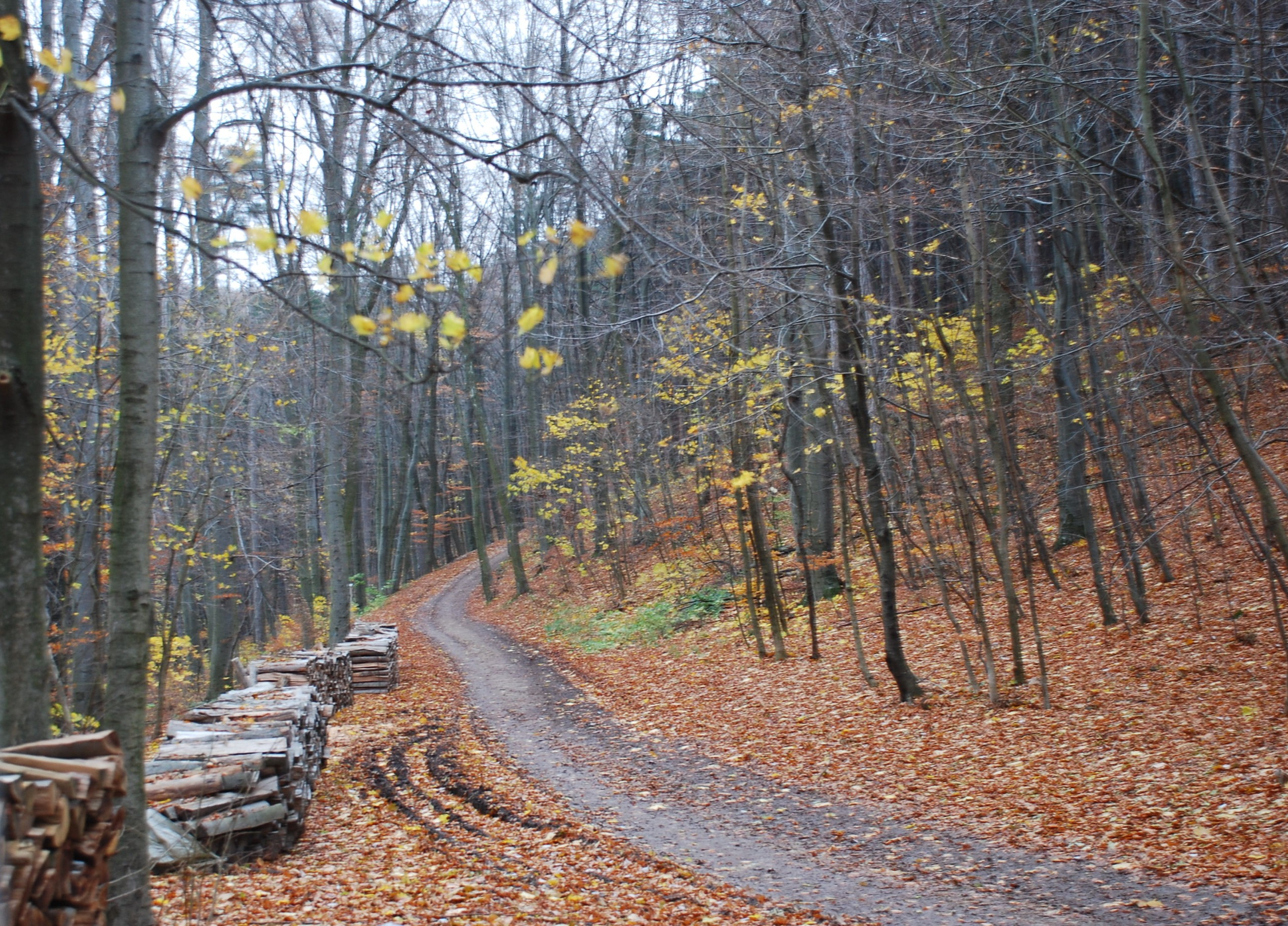
Forststraße: Die Schutzhüttenstraße beim Teufelstein Richtung Osten zum Parapluieberg und nach Perchtoldsdorf

Der Teufelstein-Berg liegt an einer Forststraße. Diese Straße beginnt in Perchtoldsdorf und führt über den Höhenrücken, zu dem der Teufelstein gehört, mit verschiedenen Abzweigungen nach Gießhübl und Sulz im Wienerwald. Sie wird „Schutzhüttenstraße“ genannt, nach den an ihr liegenden Gasthäusern bzw. Schutzhütten: Franz-Ferdinand-Schutzhaus, Kammersteiner Hütte, Teufelstein-Hütte, Gh. Kugelwiese, ehemaliges Gh. Seewiese und (2007 abgebrannt, seit 2009 wieder in Betrieb) Höllenstein. Für diese Straße wird im Alltag nach der ehemaligen Grundherrschaft auch die Bezeichnung „Liechtensteinstraße“ verwendet oder „Höhenstraße“. Es gibt allerdings in Perchtoldsdorf auch andere Straßen mit den beiden zuletzt genannten Namen.
Die Forststraße ist für den allgemeinen Kraftfahrzeugverkehr gesperrt, aber als Mountainbikeroute angeboten. Sondergenehmigungen sind für Hüttenbetreuer und Behindertentransporte möglich. Parkplätze befinden sich in der Umgebung der Bushaltestellen, die die Ausgangspunkte der Aufstiege zum Teufelstein bilden, und bei der Perchtoldsdorfer Heide.
Das Gebiet liegt im Einsatzbereich der Ortsstelle Wienerwald-Süd des Österreichischen Bergrettungsdienstes.

### Fußwege

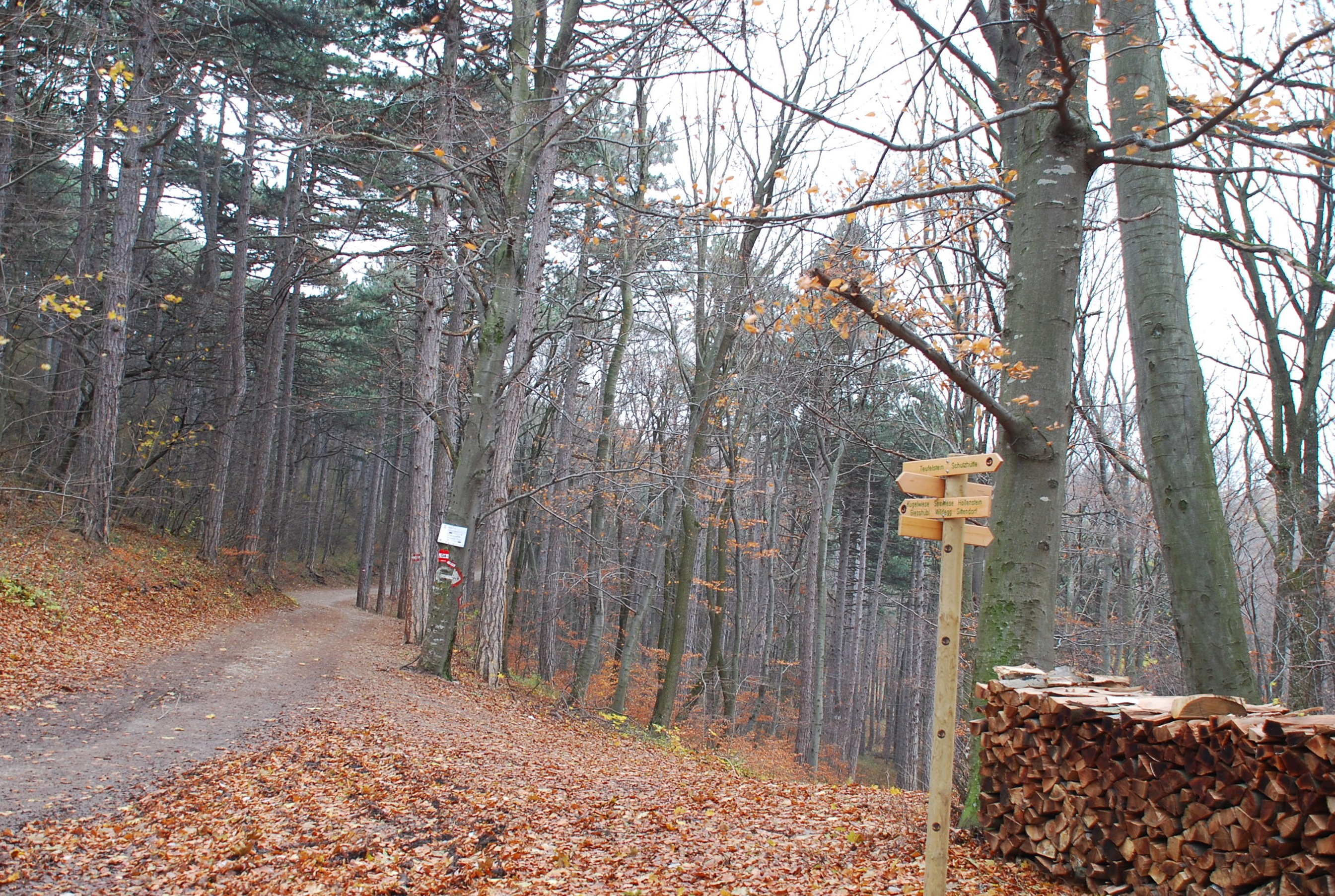
Beim Teufelstein verzweigen sich die Wanderwege

Der Teufelstein kann über mehrere Wanderwege erreicht werden. Die Gehzeit beträgt je nach Ausgangspunkt, körperlicher Verfassung und Gehgeschwindigkeit 30 bis 90 Minuten. Das Wegenetz ist sehr dicht. Es gibt für jeden der beschriebenen Zugangswege eine Reihe von steileren oder flacheren Varianten.

#### Zugang von Perchtoldsdorf
Der Weg führt über die Perchtoldsdorfer Heide und danach auf der Forststraße oder über einen von mehreren steileren Fußwegen, vorbei am Franz-Ferdinand-Schutzhaus auf dem Parapluieberg, zum Teufelstein. Es sind ca. 300 Höhenmeter auf vier Kilometern Wegstrecke zu bewältigen.
Dieser Anstieg gehört zu den Weitwanderwegen Nordalpenweg 01 und Wiener Mariazeller Weg 06.
Ausgangspunkt der Wanderung ist entweder die Endstation der Wiener Straßenbahnlinie 60 in Rodaun oder eine Haltestelle der Autobuslinien des Verkehrsverbundes Ost-Region, die die Gemeinde Perchtoldsdorf mit dieser Straßenbahnlinie und mit Liesing oder Mödling verbinden. Liesing und Mödling liegen an der Schnellbahn auf der Südbahnstrecke.

#### Zugang von Gießhübl
Der flachste Weg zum Teufelstein führt auf hügeligem Gelände fast vollständig im Wald von Gießhübl aus über Forststraßen. Er verläuft vorbei an der Kugelwiese (dort liegt eine Gaststätte) und einer kleinen Kapelle im Wald (Waldandacht). Es sind rund 100 Höhenmeter auf etwa 3,5 km zu überwinden.
Ausgangspunkt der Wanderung ist die Gießhübler Heide, die auch die Endstation von Buslinien von Liesing und Mödling des Verkehrsverbundes Ost-Region bildet.

#### Zugang von Kaltenleutgeben

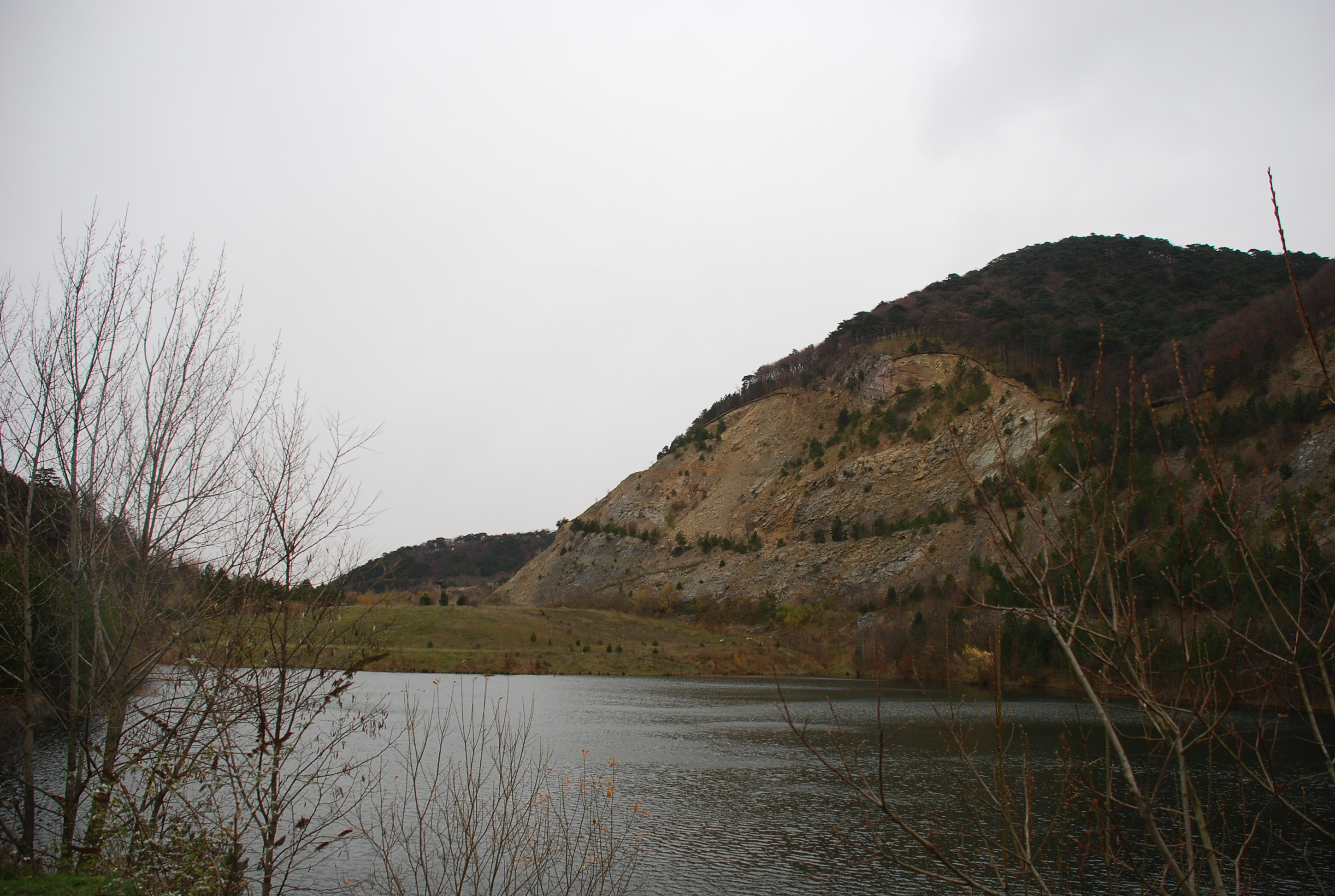
Am abendlichen Aufstieg von Kaltenleutgeben: Das Gebiet des alten Steinbruches mit dem Teufelstein-See, rechts der Nordhang des Parapluieberges

Dieser Weg ist der kürzeste, aber auch der steilste Anstieg mit ungefähr 230 Metern Höhenunterschied auf zwei Kilometern. Er führt zunächst auf einem nur leicht ansteigenden Wegstück parallel zum Bach "Dürre Liesing" entlang der Stadtgrenze von Wien, nach der neuen Wohnhausanlage "Waldmühle" links steil bergauf auf der ehemaligen Zufahrtsstraße zum Steinbruch Fischerwiesen und am Ende der Besucherzone des Naturschutzgebietes (Schranken) links als markierter Waldweg steil bergauf am Teufelstein-Felsen und am Buch-Bründl vorbei zur Teufelstein-Hütte.
Das Buch-Bründl ist eine kleine Quelle, von der die Teufelsteinhütte bis in die 1960er Jahre Trinkwasser bezog. Der Name leitet sich von den umgebenden Buchen-Bäumen, nicht von einem Buch ab.
Der Weg gehört zu den Weitwanderwegen Voralpenweg 04 und Wienerwald-Verbindungsweg 444.
Bergab sollte dieser Weg nur bei Tageslicht oder sehr guter Wegekenntnis begangen werden. Abgesehen davon, dass er über längere Strecken oft mit rutschigem nassem Laub bedeckt ist, besteht für Gebietsfremde die Gefahr, die Stellen zu übersehen, an denen der Weg dem
- Steilabfall des Teufelsteins oder
- dem Hang des Steinbruches

ausweicht. Abstürze mit schweren Verletzungen können die Folge sein. Da der Weg außer in der Sommer-Wandersaison nur wenig begangen wird, darf nicht damit gerechnet werden, dass ein Unfallopfer rasch gefunden wird.
Die nähere Umgebung des ehemaligen Steinbruches und der Steinbruch selbst sind Naturschutzgebiet, außerhalb der Besucherzone direkt am See ist das Betreten verboten.
Der Aufstieg beginnt bei den Bushaltestellen Rodaun-Waldmühle (noch in der Kernzone Wien des Verkehrsverbundes Ost-Region – VOR) oder der nächsten Station Kaltenleutgeben-Wienergraben (erste Außenzone mit Zusatzfahrpreis). Diese Haltestellen gehören zur Autobuslinie 255 Liesing-Kaltenleutgeben-Sulz im Wienerwald. Die ebenfalls in diesem Tal verlaufende Kaltenleutgebener Bahn hat seit 1951 keinen Personenverkehr mehr.

### Weitwanderwege

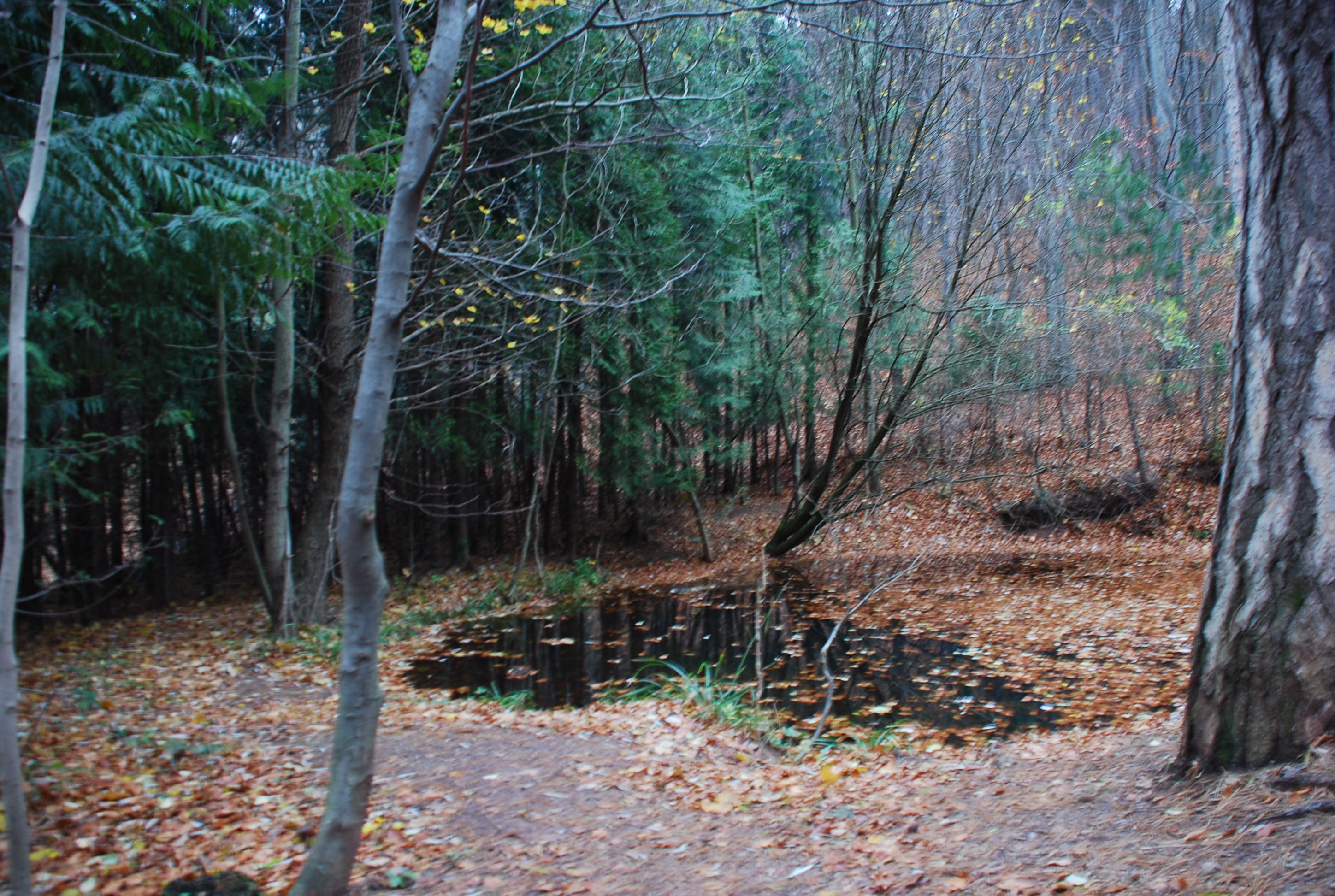
Teich beim Buchbründl

Der Teufelstein liegt an folgenden Weitwanderwegen:
- Europäischer Fernwanderweg 04
- Nordalpenweg 01
- Voralpenweg 04
- Wiener Mariazeller Weg 06
- Wienerwald Rundwanderweg-Verbindungsweg 444
- Niederösterreichischer Landesrundwanderweg

### Mountainbikestrecke
Der Teufelstein liegt an der Mountainbikestrecke Parapluie-Strecke. Die Fahrzeit ab Perchtoldsdorf bis zur Hütte beträgt je nach Kondition und Ausgangspunkt ungefähr 30 bis 50 Minuten.
Diese Strecke beginnt in Perchtoldsdorf und führt auf der Forststraße über die Kugelwiese vorbei an der Predigerstuhlwiese zum ehemaligen Gasthaus Seewiese und weiter nach Westen über den Kreuzsattel zur Sulzer Höhe.
Der erste Teil bis zum Schutzhaus Parapluieberg (Franz-Ferdinand-Schutzhaus), ca. 3 km, ist wegen seiner langen Steigung als schwierige Strecke (schwarze Strecke) gekennzeichnet.
Die Strecke darf nur von März bis Oktober und nur auf den gekennzeichneten Wegen befahren werden. Die dünne Grasnarbe bzw. Erdschicht auf dem Gestein des Untergrunds und die Oberfläche der unbefestigten Waldwege sollen nicht unnötig belastet, die im Wald lebenden Wildtiere (hauptsächlich Rehe) nicht beunruhigt werden. Es gibt für diese Straße keinen Winterdienst: Bei Schneelage wird sie von Rodlern benützt.

## Schutzgebiete

Der Große Eichenbock gehört zu den geschützten Tieren des Gebietes

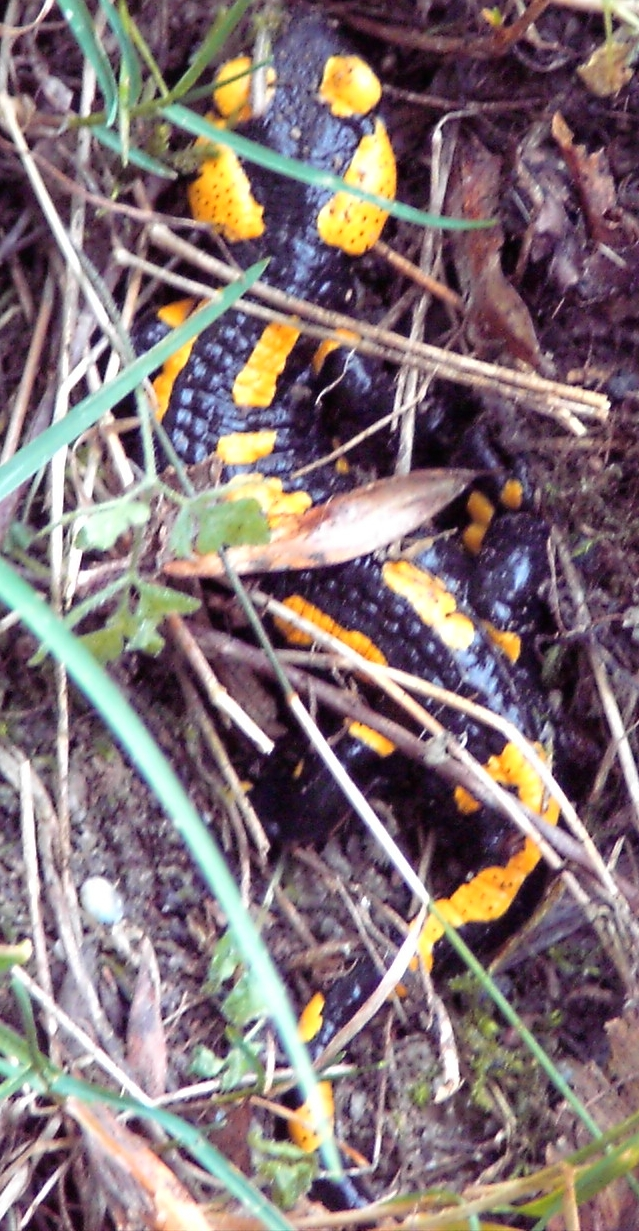
Auf der Roten Liste besonders geschützter Tiere: Feuersalamander

### Naturschutzgebiet Teufelstein-Fischerwiese
Auf dem Teufelstein liegt das „Naturschutzgebiet Teufelstein-Fischerwiese“.
Dieses Gebiet war (als „Naturschutzgebiet Teufelstein“) ursprünglich nur 0,98 ha groß. Grund für den Schutz war zunächst das Vorkommen seltener Pflanzen. 
2016 wurde das Naturschutzgebiet deutlich vergrößert: Es umfasst seither auch das Gebiet des ehemaligen Steinbruches Fischerwiese einschließlich des dort entstandenen Sees. Der Name des Naturschutzgebietes wurde auf „Teufelstein-Fischerwiese“ geändert, seine neue Fläche ist etwa 46 Hektar. Das Gebiet liegt nun teilweise auch in der Gemeinde Kaltenleutgeben. Motiv für den Schutz ist, dass das Gebiet des ehemaligen Steinbruches eines der artenreichsten z. B. an Wildbienen, Amphibien und Reptilien im ganzen Wienerwald ist und als wertvoller "Lebensraum aus zweiter Hand" erhalten werden soll. Weiters soll die ökologische Situation des dort liegenden Sees durch ein Badeverbot gesichert werden. Damit wird das (durch das Betretungsverbot aus Sicherheitsgründen) schon seit 1905 bestehende Badeverbot im See untermauert, auch das Entfachen von Lagerfeuern und Zelten ist verboten.

### Weitere Schutzgebiete
Das Teufelstein-Gebiet liegt auch:
- im NATURA 2000 Schutzgebiet Wienerwald-Thermenregion: Die geschützten Pflanzen und Tiere sind in der „Verordnung über die gemeldeten Gebiete von gemeinschaftlicher Bedeutung“ aufgezählt.[11]
- im Landschaftsschutzgebiet Wienerwald:[12]
- im Biosphärenpark Wienerwald:[13]
- im Naturpark Föhrenberge:[14] Der Naturpark Föhrenberge ist ca. 6500 ha groß und liegt am südwestlichen Stadtrand Wiens von Perchtoldsdorf bis Gumpoldskirchen.

Letzterer ist nach den Schirmföhren benannt, die in diesem Gebiet wachsen und auch auf dem Teufelstein zu finden sind: Es handelt sich um Schwarzföhren, deren Krone auf trockenen, steinigen Standorten im Alter nicht in die Höhe, sondern in die Breite wächst. Das charakteristische Aussehen hat ihnen den Namen Schirmföhren – in der Umgangssprache des Gebiets auch Parapluie-Bäume, nach dem französischen Wort parapluie [pa.ʁa.plɥi] für Schirm – gegeben.

### Freifläche nach Flächenwidmungsplan
Die Gegend um den Teufelstein ist im Flächenwidmungsplan als Wald bzw. Freifläche ausgewiesen. Diese Flächen müssen in dieser Nutzungsform erhalten bleiben.

### Dienstbarkeit zur Erhaltung des Waldbestandes und Unterlassung von Steinbrüchen
Ein Teil des Gebietes im Nordwesten des Teufelsteins muss als Wald erhalten bleiben. Das ist Eigentümern eines angrenzenden Grundstücks im Tal von Kaltenleutgeben seit 1911 vertraglich zugesichert: Das Recht ist als „Dienstbarkeit zur Erhaltung des Waldbestandes und Nichtgestattung der Benützung zur Sand-, Schotter- oder Steingewinnung“ im Grundbuch eingetragen.

## Entstehung des Namens

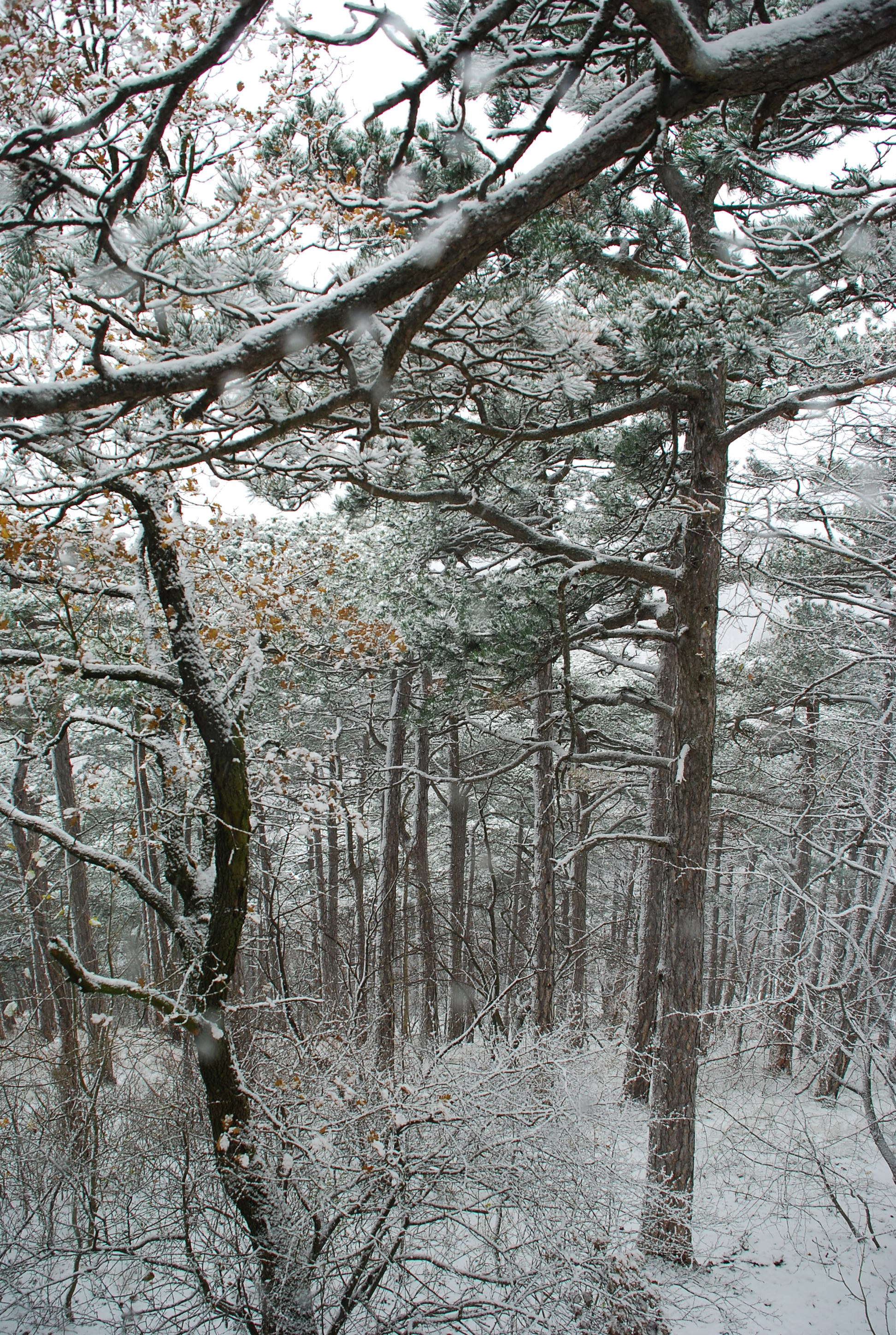
Winterwald am Teufelstein

### Gesteinsform
Der Name „Teufelstein“ ist auf zwei auffallend geformte Gesteinsblöcke zurückzuführen. Sie erwecken den Eindruck, sie seien aus einem Stück entstanden, das in zwei Teile zerspalten worden wäre. Diese Teufelstein-Felsen liegen in dem Tal, welches die Grenze zwischen Perchtoldsdorf und Kaltenleutgeben bildet. Das Tal zweigt vom Tal der Dürren Liesing (Kaltenleutgebnerbach) nach Süden ab.
Der Namensteil „-stein“ ist kein Hinweis darauf, dass sich in der Gegend eine Befestigung (Burg, Schloss etc.) befunden hätte, obwohl das Wort „Stein“ auch eine Burg bedeuten kann. Die Burgruine, die sich ca. 1000 Meter Luftlinie nordöstlich befindet, wird Kammerstein genannt und hat mit dem Teufelstein nichts zu tun.

### Sage

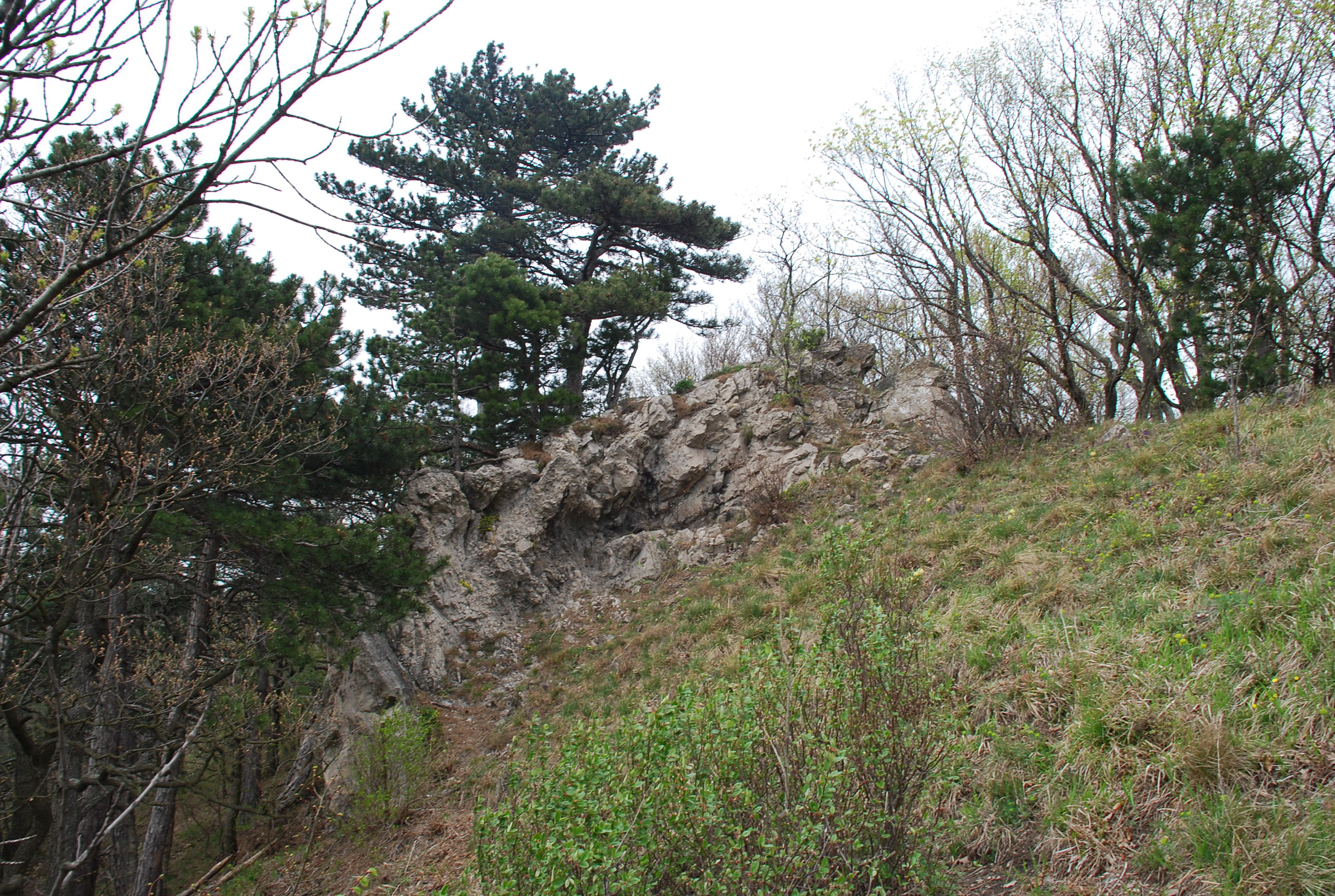
Furchen im Fels wurden als Spuren der Teufelskrallen gedeutet: Gipfelbereich des Teufelsteins

An das Aussehen der Felsformation knüpft sich eine Sage, die den Namen Teufelstein begründet. Sie hat ihre Wurzeln in der Gesteinsform des Gebietes:
Nach der Schöpfung der Welt soll Gott einen Platz wegen seiner schönen Aussicht Herrgottstuhl genannt haben. Der Teufel wollte diesen Ort zerstören. Er packte einen Berg und schob ihn vor diese Stelle, um die Aussicht zu zerstören. Dieser Bergzug hat den Namen „Höllenstein-Zug“ erhalten. Auf ihm sollen Abdrücke der Teufelshände zu sehen sein. Weiters schlug der Teufel den Herrgottstuhl in zwei Stücke: die beiden Felsblöcke des heutigen Teufelsteins.
Der Kern der Sage ist zunächst das Aussehen des Teufelstein-Felsens, der aus zwei ungefähr gleich großen, nebeneinander liegenden Gesteinsbrocken besteht. Weiters wird mit der Sage zu erklären versucht, warum der Höhenzug, in dem der Teufelstein liegt, im Vergleich zu den weiter nördlich liegenden Gebieten schroffe Gebirgsformen mit steilen Hängen und Felswänden aufweist: Er ist die erste aus Kalkstein und Dolomit bestehende Hügelkette südlich des welligen, aus sanften Geländeformen bestehenden „Sandstein-Wienerwaldes“. Die schrofferen Formen werden darin auf das Wirken des Teufels zurückgeführt, der den Höhenzug verschoben haben soll. Einen zusätzlichen Anlass für die Sage bildet ein Felsstück im Gipfelbereich des Teufelsteins, dessen gleichförmige Risse als Spuren der Teufelskrallen gedeutet wurden, die vom Versetzen des Berges durch den Teufel stammen sollen.

## Teufelstein-Felsen

### Übungsgebiet für Felsklettern am Teufelstein-Felsen
Die zwei Teile des Teufelstein-Felsens sind ein Übungsgebiet für Felsklettern. Im Sommer 1994 wurden die bereits glatt gewordenen Stellen aufgeraut, Haken und andere Sicherungspunkte gesetzt und weitere Abseilmöglichkeiten geschaffen.

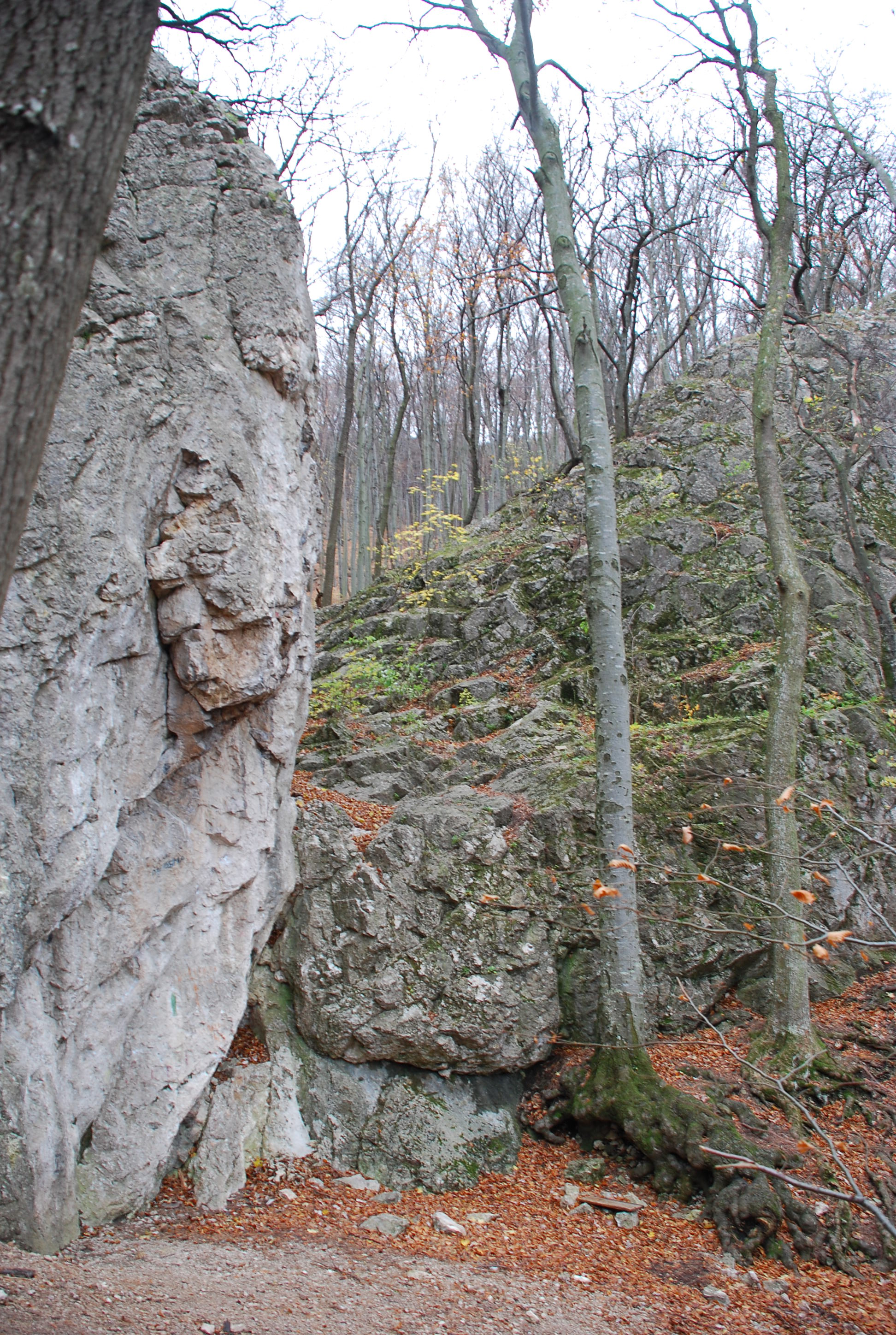
Der Teufelstein bietet sehr einfache und sehr schwierige Kletterrouten

Für den Felsen sind 53 Kletterrouten in den Schwierigkeitsgraden I („Westweg“, „Hendl-Stiagn“) bis IX- („Prima Vista“) veröffentlicht.
Im Alltag wird der Felsen auch mit dem Begriff „Waldmühle“ oder „Waldmühl-Kletterschule“ bezeichnet, nach der früheren Eisenbahnstation (heutigen Busstation), über welche er erreichbar war bzw. ist.

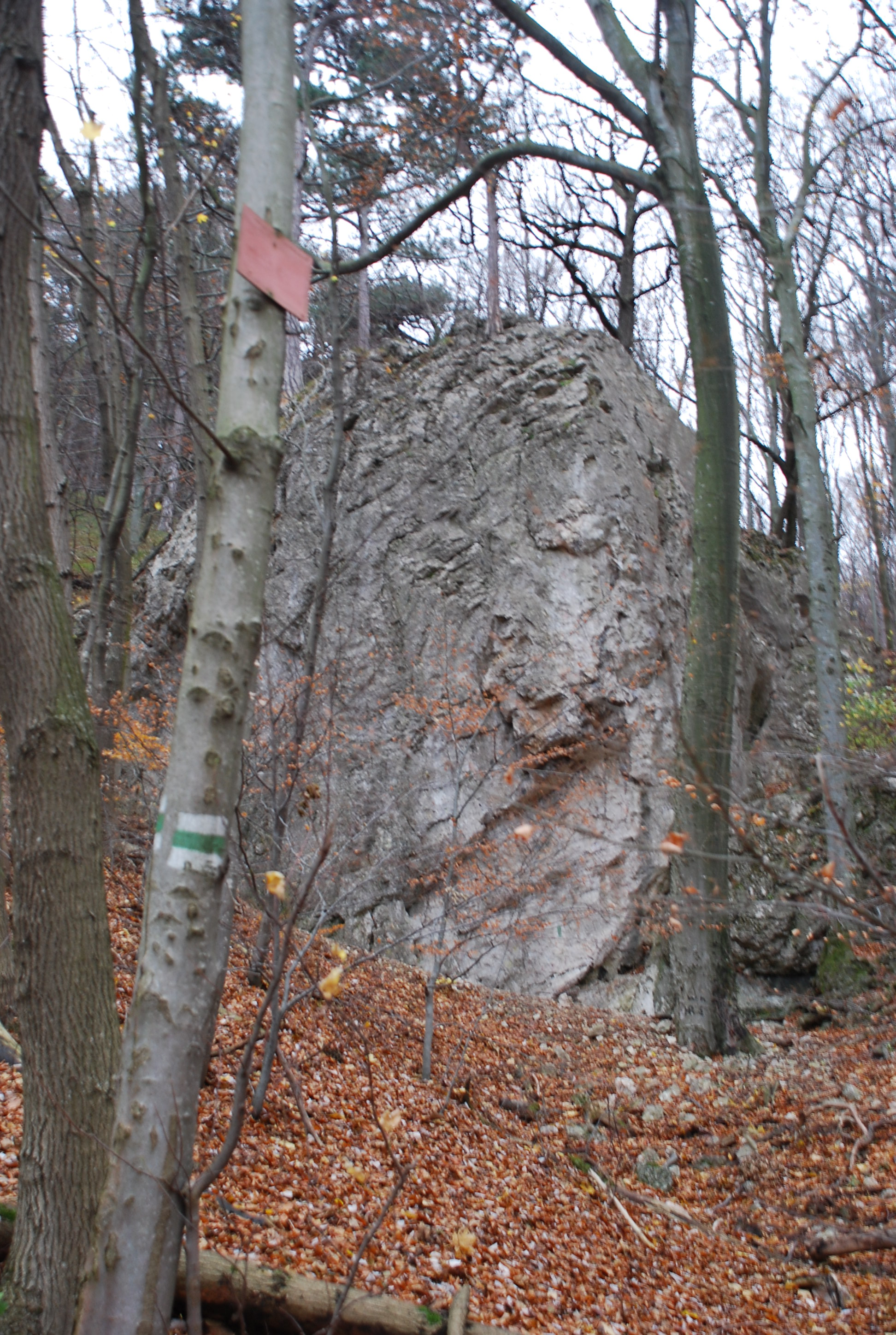
Östlicher Teil des Teufelsteins.

Der Felsen befindet sich ca. 15 Gehminuten von den Bushaltestellen des Verkehrsverbundes Ost-Region (VOR) in Kaltenleutgeben entfernt.

## Teufelstein-Berg

### Allgemein
Der Teufelstein-Berg ist 547 m hoch und bis auf eine kleine Wiese im Gipfelbereich vollständig bewaldet. Er trägt nicht auf allen Karten einen Namen. Sein Gipfel liegt im abgezäunten Naturschutzgebiet, ist bewaldet und nicht zugänglich.
Der Teufelstein-Berg ist ein nördlicher Nebengipfel (Vorberg) des Höhenzuges der Föhrenberge westlich des Parapluieberges. Dieser Höhenzug wird auch Höllenstein-Zug genannt (siehe die Sage). Die Schartenhöhe zu diesem Höhenzug liegt bei ca. 30 Metern.
Er ist Teil des Kalkstein-Wienerwaldes (Kalkwienerwald).
Am Sattel südlich des Teufelstein-Berges treffen mehrere Wanderwege zusammen. Über diesen Sattel führt die Forststraße, die den gesamten Höhenzug begleitet.
Der Gipfel liegt ca. 800 m Luftlinie von der Grenze der Stadt Wien im Südwesten bei Rodaun und Kaltenleutgeben. Neben ihm befindet sich die Teufelstein-Hütte.

### Geologie

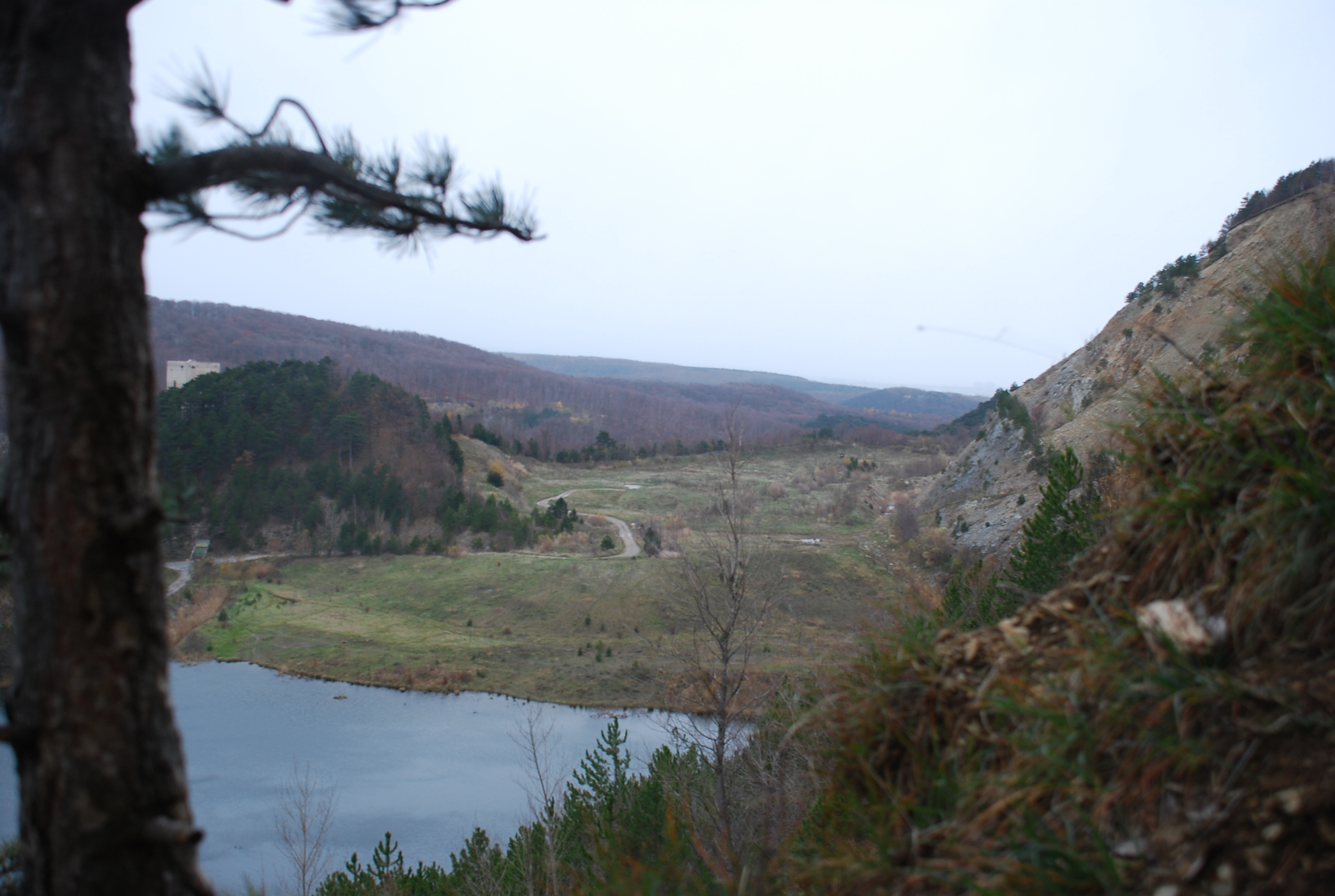
Der Streifen aus Kalkstein im Norden des Teufelsteins wurde in Steinbrüchen abgebaut. Der Betonturm links gehörte zum ehemaligen Zementwerk Rodaun und steht bereits auf dem Stadtgebiet von Wien

Der Teufelstein-Berg besteht hauptsächlich aus Dolomit (sogenanntem Hauptdolomit aus dem Karn bis Nor). Das Gestein ist über 200 Mio. Jahre alt.

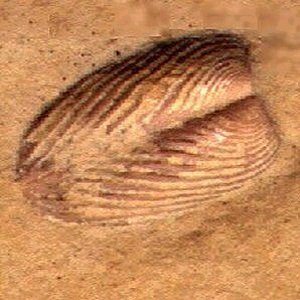
Aptychen sind charakteristische Fossilien des Kalksteins im Teufelstein-Gebiet

Im Norden bestand der Teufelstein nicht aus Dolomit, sondern aus Kalkstein (Aptychenkalk, Kalkmergel). Dabei handelt es sich um ein Sedimentgestein aus der Übergangszeit zwischen Jura und Kreide, das 130 bis 150 Mio. Jahre alt ist (Tithon bis Unterneokom). Es stammt aus der Tethys im Erdzeitalter des Mesozoikums.
Zwischen dem Hauptdolomit und dem Kalkstein befindet sich eine schmale Schicht aus anderen, ähnlichen Gesteinen: Riffkalk, kalkiger Sandstein usw. aus dem Mesozoikum (Rhät, Lias, Malm usw.). Die Gesteinsschichten werden als „Schrambach-Neokomaptychenschichten“ bezeichnet.
Im Gestein wurde eine Reihe von Versteinerungen (Fossilien) gefunden. Die für den Kalk namensgebenden Aptychen sind Kieferteile von Ammoniten, die auch als Verschlussdeckel der Ammonitengehäuse gedeutet wurden. Sie sind charakteristische Fossilienreste des beim Teufelstein abgebauten Kalksteins.
Wegen der wirtschaftlichen Bedeutung des Kalksteins für die Steinbrüche, der verschiedenen Gesteinsarten auf kleinem Raum sowie der leichten Erreichbarkeit aus der Großstadt Wien ist das Gebiet geologisch eingehend untersucht und darüber publiziert worden.
Nach der tektonischen Übersicht gehört das Gebiet zur Höllenstein-Einheit des Frankenfels-Lunzer Deckensystems der Nördlichen Kalkalpen (Ostalpin). Der Teufelstein liegt im Nordostsporn der Kalkalpen und ist Teil eines aufgewölbten Gesteinszuges (Höllenstein-Antiklinale). Er hat einem Teil dieser Aufwölbung seinen Namen gegeben: der „Teufelstein-Antiklinale“.
Der Gesteinszug verläuft östlich in weiterer Folge im Untergrund des Wiener Beckens. Er wird knapp hinter der Stadtgrenze von Wien (Gegend Hochstraße in Rodaun) von den Schottern des Wiener Beckens überlagert. Bereits wenige Kilometer dahinter (Gegend Meidling) befindet er sich in der Vösendorfer Depression über 1000 Meter unter der Erdoberfläche, nordwestlich von Wien (Aderklaa) ist er in 2500–3500 Meter Tiefe zu finden.
Der Dolomit des Teufelsteingebietes stammt teilweise aus dem Nor. Diese Art von Gestein („norischer Anteil des Perchtoldsdorfer Dolomits“) ist durch eine 5435 Meter tiefe Bohrung bei Strasshof als gasführendes Reservoir nachgewiesen.

### Steinbruch

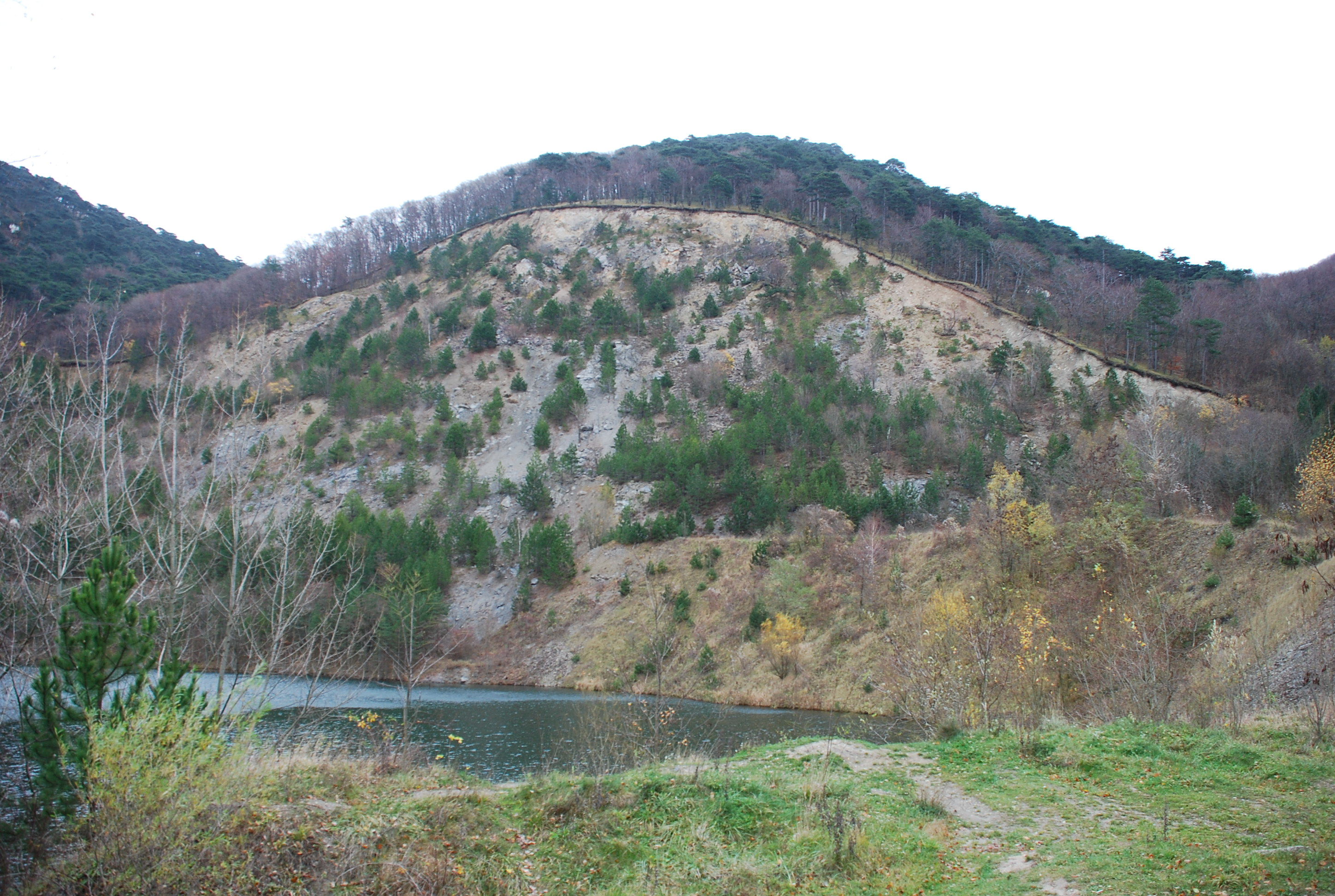
Steinbruch und See am Nordhang des Teufelstein-Berges

Der Nordabhang des Teufelstein-Berges ist weitgehend nicht mehr vorhanden. Er hatte aus verschiedenen Kalken und Mergeln bestanden und wurde von 1905 bis ca. 1980 durch einen großen Steinbruch abgebaut. Aus dem Gestein wurde im Zementwerk Wien-Rodaun der Lafarge Perlmooser Zement erzeugt. Dieses Werk war lange Zeit eines der größten Zementwerke Österreichs. Es befand sich um den Bahnhof Waldmühle der Kaltenleutgebener Bahn. Reste des Abbaubetriebes (Entwässerungsschächte, Sperren und Ruinen) befinden sich im Gelände. Im Jahr 2007 wurde das Werksgelände nicht mehr zur Zementerzeugung genützt, sondern diente als Umladestation der Firma Holcim.
Der Steinbruch kann nicht mehr eröffnet werden. Seine frühere Widmung im Bebauungsplan, „Grünland-Materialgewinnungsstätte-Steinbruch mit Folgenutzung Grünland-Landwirtschaft“, wurde 1998 auf Grünland geändert. Auch nach der regionalen Raumordnung wäre der Steinbruchbetrieb nicht mehr zulässig.
Die Vorkommen von wirtschaftlich verwertbarem Kalkstein (festes Gestein mit hohem Anteil an Calciumcarbonat CaCO3) am Teufelstein und dessen Umgebung waren lange bekannt und genutzt: 1538 soll die erste Kalkbrenner-Hütte errichtet worden sein. 1569 sind „Welsche Kalkbrenner bei der Khaltleutgebin“ genannt. Der erste industrielle Kalkofen stand 1846 bei der Waldmühle am nördlichen Fuß des Teufelstein-Berges. Ende des 19. Jahrhunderts hatten sich am Gelände des Zementwerkes und der Steinbrüche mehrere Kalköfen befunden. In ihnen wurde gebrannter Kalk hergestellt. Dieser Stoff war Grundlage für Baustoffe (Kalkfarbe, Kalkmörtel usw.). 1894 wurde die Kalk- und Zementfabrik AG gegründet. Dieses Unternehmen war mit der Achauer Cementfabrik und den Tiroler Werken Kirchbichl-Perlmoos unter der Firma „Perlmooser Zementfabriken“ vereinigt.

### Steinbruch-See
Auf den Steinbruch ist auch der See am Fuße des Steinbruchhanges zurückzuführen. Es handelt sich um eine Stelle, an der das Gestein 23 Meter tiefer als die Umgebung abgebaut wurde und die sich nach Einstellung des Abbaus mit Wasser füllte.
Der See liegt direkt am Steinbruchhang. Seine Nutzung und das Betreten des umliegenden Geländes sind gefährlich und mit Ausnahme der asphaltierten Straße, die durch das Naturschutzgebiet führt, verboten.
Zunächst besteht ständige Steinschlaggefahr: Aus dem Hang lösen sich Erd- und Gesteinsbrocken, die in den See stürzen. Größere Hangstücke rutschen bergab.
Auch ein größerer Erdrutsch oder Bergsturz ist nicht ausgeschlossen: Im aufgelassenen Steinbruch Kritsch, der in derselben geologischen Zone nur ca. einen Kilometer weiter östlich liegt, stürzten im August 2002 nach längeren Regenfällen tausende Kubikmeter Gestein ab. Dadurch und durch die notwendigen Sanierungsmaßnahmen wurde auch ein Wanderweg unterbrochen.

## Teufelsteinhütte

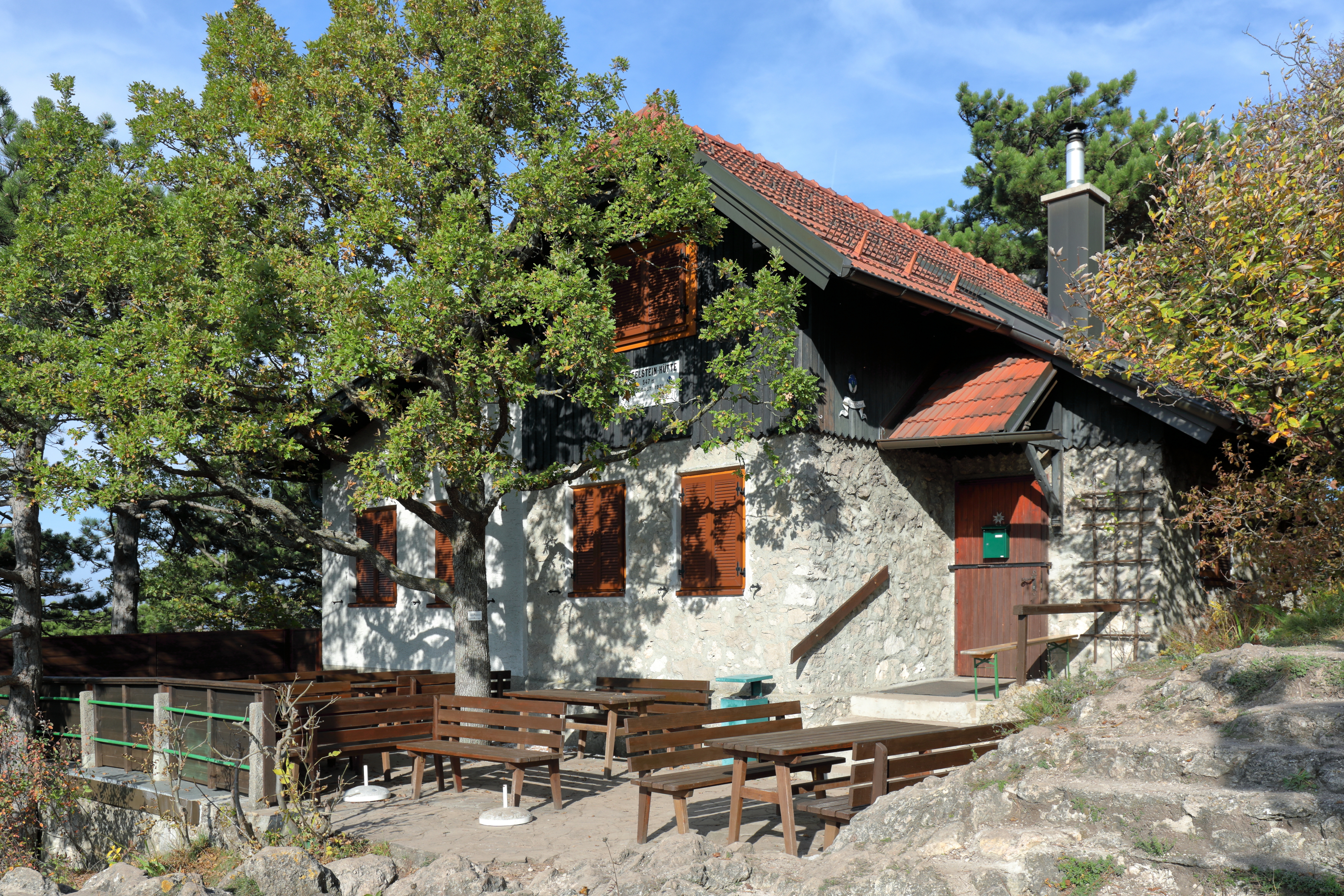
Teufelsteinhütte

Die Teufelsteinhütte ist eine Schutzhütte der Sektion Teufelstein-Perchtoldsdorf des Österreichischen Alpenvereins. Sie liegt wenige Meter neben dem Gipfel des Teufelstein auf 547 m ü. A.

## Das Buchbründl  am Teufelstein

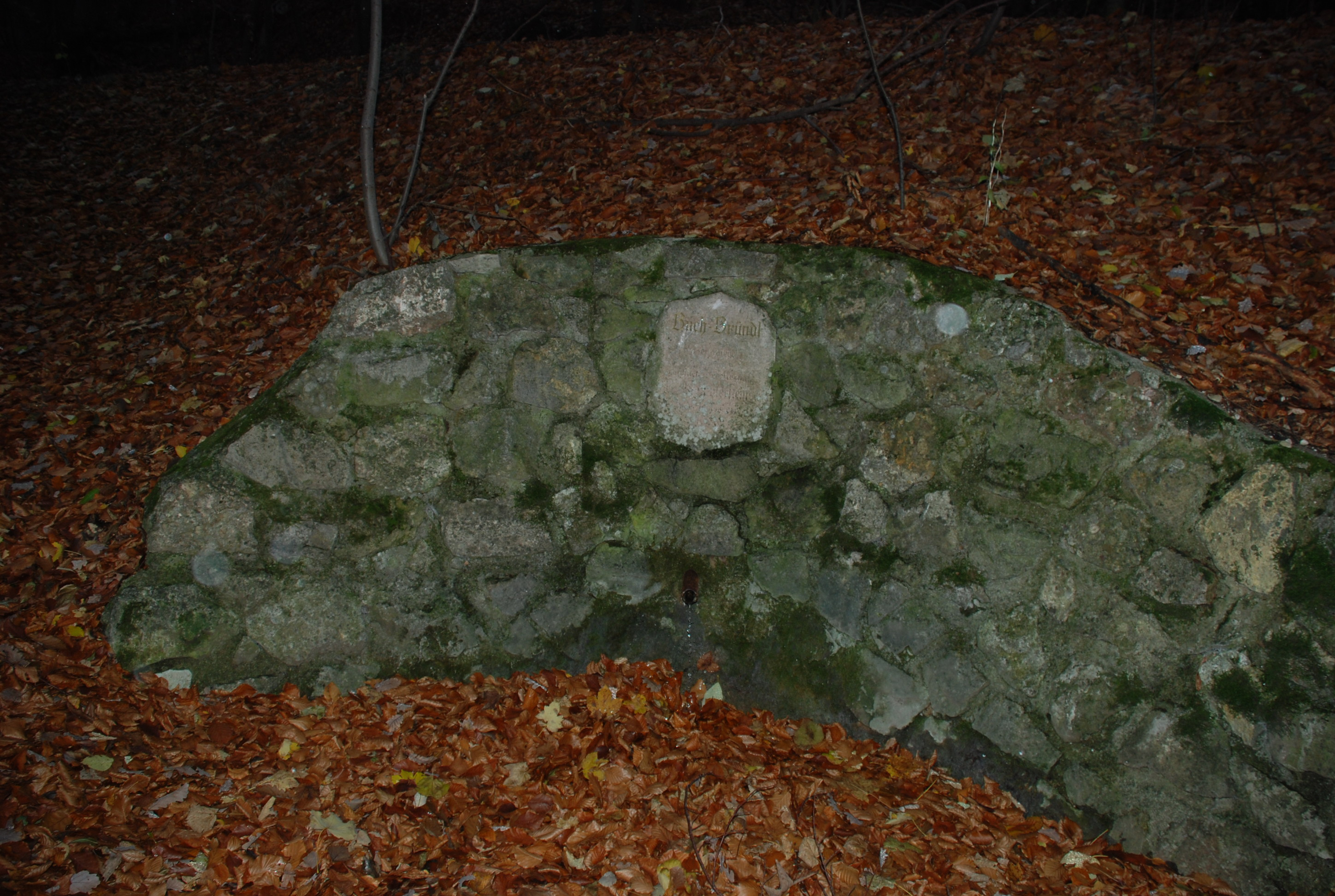
Das Buch-Bründl beim Aufstieg von Kaltenleutgeben
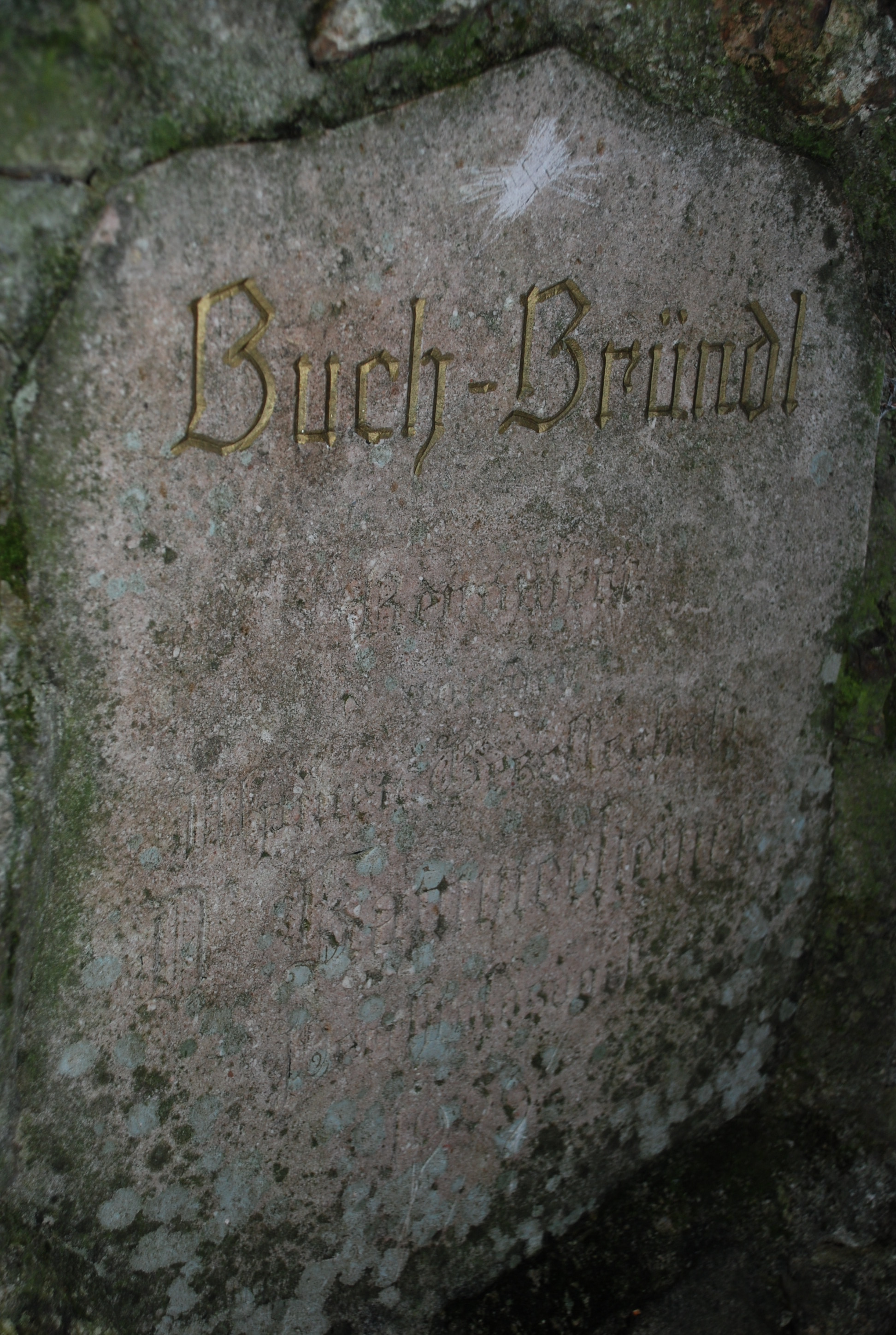
Buch Bründl: Renoviert von der Alpinen Gesellschaft D'Kammersteiner Perchtoldsdorf 1909